# Patinatge artístic als Jocs Olímpics
El patinatge artístic sobre gel és un esport que forma part del programa olímpic des dels Jocs Olímpics des de 1908 gràcies a la seva inclusió en els Jocs Olímpics d'Estiu de 1908 celebrats a Londres (Regne Unit). És juntament amb l'hoquei sobre gel l'únic esport que ha participat en uns Jocs Olímpics d'Estiu i uns Jocs Olímpics d'Hivern. Després de la seva absència en el programa dels Jocs Olímpics d'Estiu de 1912 celebrats a Estocolm (Suècia) tornà a la competició oficial en els Jocs Olímpics d'Estiu de 1920 realitzats a Anvers (Bèlgica). Amb la creació oficial dels Jocs Olímpics d'hivern l'any 1924 a Chamonix (França) passà a disputar-se en aquests Jocs.
La competició consta d'una prova individual masculina i una altra femenina així com una prova per parelles des de la seva inclusió al programa olímpic. En els Jocs Olímpics d'Hivern de 1976 realitzats a Innsbruck (Àustria) es va incloure la prova per parelles en la modalitat de dansa. En els Jocs Olímpics d'estiu de 1908 s'inclogué una prova masculina de figures, sent aquesta l'única vegada que s'ha disputat aquesta prova. L'any 2014 s'inclogué la modalitat d'equips.
Els grans dominadors d'aquest esport són els Estats Units i Rússia, així com l'extinta Unió Soviètica.

## Programa
| Prova               | 08 | 12 | 20 | 24 | 28 | 32 | 36 | 48 | 52 | 56 | 60 | 64 | 68 | 72 | 76 | 80 | 84 | 88 | 92 | 94 | 98 | 02 | 06 | 10 | 14 | Anys |
| ------------------- | -- | -- | -- | -- | -- | -- | -- | -- | -- | -- | -- | -- | -- | -- | -- | -- | -- | -- | -- | -- | -- | -- | -- | -- | -- | ---- |
| Categoria masculina |    |    |    |    |    |    |    |    |    |    |    |    |    |    |    |    |    |    |    |    |    |    |    |    |    |      |
| Individual          | •  |    | •  | •  | •  | •  | •  | •  | •  | •  | •  | •  | •  | •  | •  | •  | •  | •  | •  | •  | •  | •  | •  | •  | •  | 24   |
| Figures             | •  |    |    |    |    |    |    |    |    |    |    |    |    |    |    |    |    |    |    |    |    |    |    |    |    | 1    |
| Categoria femenina  |    |    |    |    |    |    |    |    |    |    |    |    |    |    |    |    |    |    |    |    |    |    |    |    |    |      |
| Individual          | •  |    | •  | •  | •  | •  | •  | •  | •  | •  | •  | •  | •  | •  | •  | •  | •  | •  | •  | •  | •  | •  | •  | •  | •  | 24   |
| Categoria mixta     |    |    |    |    |    |    |    |    |    |    |    |    |    |    |    |    |    |    |    |    |    |    |    |    |    |      |
| Parelles            | •  |    | •  | •  | •  | •  | •  | •  | •  | •  | •  | •  | •  | •  | •  | •  | •  | •  | •  | •  | •  | •  | •  | •  | •  | 24   |
| Dansa               |    |    |    |    |    |    |    |    |    |    |    |    |    |    | •  | •  | •  | •  | •  | •  | •  | •  | •  | •  | •  | 11   |
| Equips              |    |    |    |    |    |    |    |    |    |    |    |    |    |    |    |    |    |    |    |    |    |    |    |    | •  | 1    |
| Proves              | 4  | 0  | 3  | 3  | 3  | 3  | 3  | 3  | 3  | 3  | 3  | 3  | 3  | 3  | 4  | 4  | 4  | 4  | 4  | 4  | 4  | 4  | 4  | 4  | 5  |      |

## Medaller

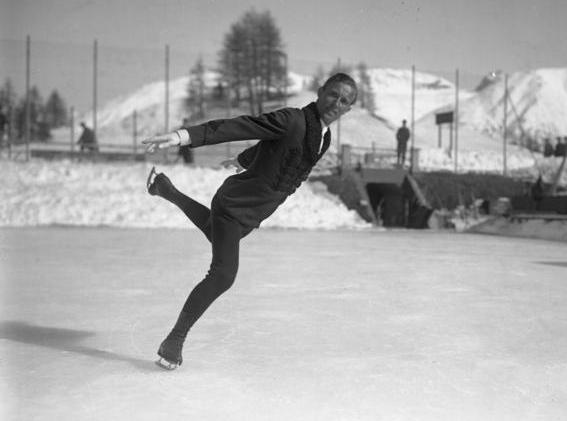
Imatge del patinador suec Gillis Grafström, guanyador de quatre medalles olímpiques.

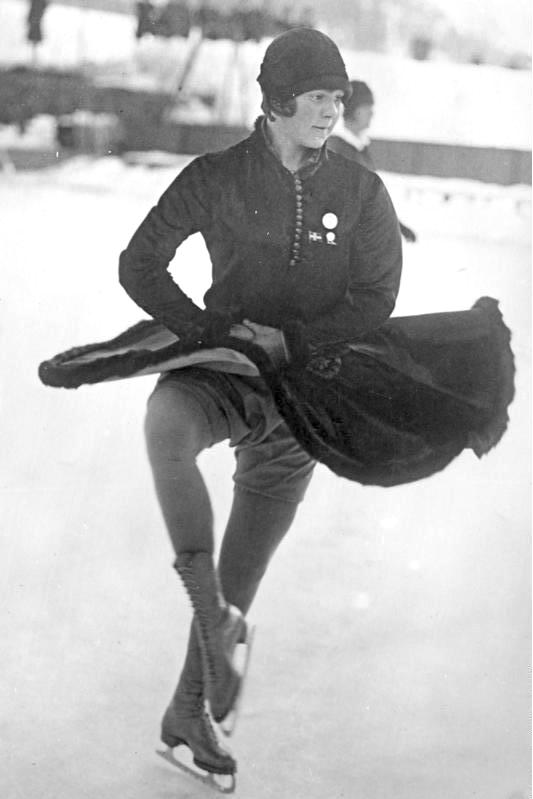
Imatge de la patinadora noruega Sonja Henie, guanyadora de tres medalles olímpiques d'or.

| Posició | CON             | Or | Argent | Bronze | Total |
| 1       | Estats Units    | 15 | 16     | 18     | 49    |
| 2       | Rússia          | 15 | 9      | 3      | 27    |
| 3       | Unió Soviètica  | 10 | 9      | 5      | 24    |
| 4       | Àustria         | 7  | 9      | 4      | 20    |
| 5       | Regne Unit      | 5  | 3      | 7      | 15    |
| 6       | Suècia          | 5  | 3      | 2      | 10    |
| 7       | Canadà          | 4  | 10     | 11     | 25    |
| 8       | Alemanya        | 4  | 4      | 3      | 11    |
| 9       | RDA             | 3  | 3      | 4      | 10    |
| 10      | França          | 3  | 2      | 7      | 12    |
| 11      | Noruega         | 3  | 2      | 1      | 6     |
| 12      | Equip Unificat  | 3  | 1      | 1      | 5     |
| 13      | Japó            | 2  | 2      | 1      | 5     |
| 14      | R.P. de la Xina | 1  | 2      | 4      | 7     |
| 15      | Països Baixos   | 1  | 2      | 0      | 3     |
| 16      | Txecoslovàquia  | 1  | 1      | 3      | 5     |
| 17      | Corea del Sud   | 1  | 1      | 0      | 2     |
| 17      | Finlàndia       | 1  | 1      | 0      | 2     |
| 19      | RFA             | 1  | 0      | 2      | 3     |
| 20      | Bèlgica         | 1  | 0      | 1      | 2     |
| 20      | Ucraïna         | 1  | 0      | 1      | 2     |
| 22      | Hongria         | 0  | 2      | 4      | 6     |
| 23      | Suïssa          | 0  | 2      | 1      | 3     |
| 24      | Itàlia          | 0  | 0      | 2      | 2     |
| 25      | Kazakhstan      | 0  | 0      | 1      | 1     |
|         |                 |    |        |        |       |
| Total   | Total           | 87 | 84     | 86     | 257   |

en cursiva: comitès nacionals desapareguts.

## Medallistes més guardonats

### Categoria masculina
| Nom                   | CON                             | Or | Plata | Bronze | Total |
| Gillis Grafström      | Suècia                          | 3  | 1     | 0      | 4     |
| Artur Dmitriev        | Equip Unificat · Rússia         | 2  | 1     | 0      | 3     |
| Pierre Brunet         | França                          | 2  | 0     | 1      | 3     |
| Ievgueni Pliúixtxenko | Rússia                          | 2  | 2     | 0      | 3     |
| Sergei Ponomarenko    | Unió Soviètica · Equip Unificat | 1  | 1     | 1      | 3     |
| Scott Moir            | Canadà                          | 1  | 2     | 0      | 3     |
| Meryl Davis           | Estats Units                    | 1  | 1     | 1      | 3     |

### Categoria femenina
| Nom                | CON                             | Or | Plata | Bronze | Total |
| Sonja Henie        | Noruega                         | 3  | 0     | 0      | 3     |
| Irina Rodninà      | Unió Soviètica                  | 3  | 0     | 0      | 3     |
| Andrée Brunet-Joly | França                          | 2  | 0     | 1      | 3     |
| Tessa Virtue       | Canadà                          | 1  | 2     | 0      | 3     |
| Marina Klimova     | Unió Soviètica · Equip Unificat | 1  | 1     | 1      | 3     |
| Shen Xue           | R.P. de la Xina                 | 1  | 0     | 2      | 3     |
| Beatrix Loughran   | Estats Units                    | 0  | 2     | 1      | 3     |